# 1422 en santé et médecine
| Années de la santé et de la médecine : 1419 - 1420 - 1421 - 1422 - 1423 - 1424 - 1425    |
| Décennies de la santé et de la médecine : 1390 - 1400 - 1410 - 1420 - 1430 - 1440 - 1450 |

Cet article présente les faits marquants de l'année 1422 en santé et médecine.

## Événements
- À la requête de Philippe le Bon, comte palatin de Bourgogne, le pape Martin V fonde l'université de Dole, en Franche-Comté, qui comporte une faculté de médecine[1].
- Le pape Martin V accorde à l'université de Salamanque des statuts « qui serviront de modèle à l'enseignement de la médecine dans les facultés espagnoles pour les six siècles à venir[2] ».
- En Aragon sous le règne d'Alphonse V, de nouvelles mesures sont prises pour réglementer l'exercice de la médecine et, en particulier, la rémunération des praticiens, limitée par exemple à un florin en cas de décès du patient, ou à deux si ce patient était riche[3].
- La faculté de médecine de Paris est la première à s'ouvrir aux laïcs mariés[4].
- Constance Calenda est reçue docteur en médecine à Naples, première femme connue à obtenir ce grade universitaire[5].
- La pharmacie de l'Hôtel-de-Ville de Tallinn, en Estonie, la plus ancienne d'Europe encore en activité (en 2005), est mentionnée pour la première fois dans un registre du conseil municipal[6].
- 1422-1424 : fondation à Grenoble par l'évêque Aymon Ier de Chissé, de l'hôpital Notre-Dame, futur hôpital général de la ville[7].

## Publication
- Antonio Guaineri compose son traité « de la peste et des poisons » (Tractatus de peste et venenis), qu'il dédie à Louis Ier, duc de Savoie[8].

## Décès
- 16 novembre : Jean Du Bois (né à une date inconnue), chirurgien établi à Lille, au service des ducs de Bourgogne Jean sans Peur et Philippe le Bon[9].
- Antoine Ricart (né à une date inconnue), médecin catalan, un des premiers régents du Collège royal des médecins de Barcelone, médecin des rois d'Aragon[10].